# I Love New York

Le logo I Love New York conçu par Milton Glaser.

I Love New York (stylisé par « I ❤ NY ») est un logo utilisé par la ville de New York pour promouvoir le tourisme à sa destination.

## Histoire
Le logo I Love New York (en français : « J'aime New York ») a été dessiné par Milton Glaser en 1977 et a été utilisé dans de nombreuses campagnes publicitaires pour promouvoir le tourisme dans la ville et l'État de New York. La campagne initiale — conçue par le rédacteur Charlie Moss et le réalisateur Stan Dragoti et dirigée par la publiciste Jane Maas, — devait ne durer que quelques semaines, aussi Milton Glaser céda-t-il tous ses droits d'auteur à la ville de New York. Le logo représente la lettre majuscule I, suivie d'un cœur rouge (♥), sous lesquels se trouvent les lettres majuscules N et Y, dans une police mécane du nom de American Typewriter. Son design pop art et son message clair ont fait son succès. Ce logo déposé apparaît sur de nombreux produits dérivés, dont notamment les célèbres t-shirts.
Il aurait été inspiré par le slogan de l'État de Virginie « Virginia is for Lovers » (« La Virginie, c'est pour les amoureux ») utilisé dès 1969.
Après les attentats du 11 septembre 2001, Glaser conçut une version légèrement modifiée du logo, où l'on voit écrit “I ♥ NY More Than Ever” avec une petite tache noire sur le cœur symbolisant le World Trade Center.

## Culture populaire
Le logo a souvent été détourné. Deux cas de figure, éventuellement cumulables, sont observés :
- Soit seules les deux lettres du bas sont remplacées, comme l'ont fait les villes de San Francisco (I ♥ SF), de Los Angeles (I ♥ LA) ou le sticker-artist I Love TP.
- Soit le "♥" est remplacé par un autre symbole, comme l'a fait la communauté américaine d'origine irlandaise en substituant le cœur par un trèfle (♣)[4].